# Asplenium arcanum
Asplenium arcanum är en svartbräkenväxtart som beskrevs av Alan Reid Smith. Asplenium arcanum ingår i släktet Asplenium och familjen Aspleniaceae. Inga underarter finns listade.